# Stella Zázvorková
Stella Zázvorková (14 avril 1922 – 18 mai 2005) est une actrice tchèque.

## Biographie
Stella Zázvorková entre à l'école de théâtre d'Emil František Burian. Elle joue ensuite de nombreux rôles, en particulier dans la troupe de Jan Werich. En 1946, elle épouse l'acteur Miloš Kopecký. En 1977, elle fait partie des signataires de l'anticharte.
Elle joue dans plusieurs séries télévisées tchèques, ainsi que dans de nombreux films comme Happy End (cs) (1967) d'Oldřich Lipský, Monsieur, vous êtes veuve (1971), La Fille sur le balai et Comment on réveille les princesses (cs) (1978) de Václav Vorlíček, Alouettes, le fil à la patte (1990), Kolja (1996), Pelíšky (1999) ou Román pro ženy (2005).

## Filmographie
- 1955 : Větrná hora de Jiří Sequens : Květa Vejvodová
- 1967 : Svatba jako řemen de Jiří Krejčík : la mère de la mariée
- 1977 : Žena za pultem, série télévisée de Jaroslav Dudek (cs) : Cyrilková, la mère de Lady